# Rudolf Kölbl
Rudolf Kölbl (* 11. Juni 1937 in Unterschleißheim; † 29. April 2024) war ein deutscher Fußballspieler, der als Stürmer des TSV 1860 München von 1957 bis 1960 in der Oberliga Süd 76 Spiele mit 49 Toren und zum Ausklang seiner Laufbahn 1969/70 – nach internationaler Karriere in Italien und den Vereinigten Staaten – in der Bundesliga 21 Spiele mit einem Torerfolg absolviert hat.

## Laufbahn

### München, bis 1960
Als A-Jugendspieler des FC Bayern München wurde Kölbl vom DFB für das UEFA-Juniorenturnier 1955 in Italien nominiert. In Florenz kam er am 11. April als Mittelstürmer bei der 0:1-Niederlage gegen den Turniergastgeber an der Seite der Flügelstürmer Horst Jesih und Dieter Backhaus zum Einsatz. Ab der Saison 1956/57 stürmte er bei den „Löwen“. Unter Anleitung des Trainers Hans Hipp und an der Seite der Mitspieler Johann Auernhammer, Kurt Mondschein und Alfons Stemmer feierten die „Blauen“ die Meisterschaft in der 2. Liga Süd und damit die Rückkehr in die Fußball-Oberliga. In den nächsten drei Runden in der Oberliga trumpfte der junge Mittelstürmer mit 49 Toren auf. 1860 belegte 1958 und 1959 jeweils den sechsten und 1960 den vierten Rang im Süden. Seine erfolgreichste Rundenbilanz hatte Kölbl 1959/60 als er in 28 Ligaspielen 22 Tore erzielte und damit hinter Heinz Strehl (30), Erwin Stein (24) und Hermann Nuber mit 23 Toren den vierten Platz in der Torschützenliste in der Südoberliga belegte. Gegen Ulm zeichnete er sich als dreifacher Torschütze am 14. Februar 1960 aus, jeweils zwei Tore steuerte er in den Partien gegen den 1. FC Nürnberg, Kickers Offenbach, FC Schweinfurt 05 und den VfR Mannheim bei. Auch bei den zwei Lokalderbys gegen die Roten vom FC Bayern war Kölbl unter den Torschützen zu finden. In der Vorrunde brachte er am 27. September 1959 die Löwen in der vierten Minute mit 1:0 in Führung (Endergebnis: 6:4 für die Bayern) und in der Rückrunde glückte ihm der Treffer am 7. Februar 1960 zum 3:1-Endstand für die siegreichen Blauen. Mit Johann Auernhammer und Alfred Heiß hatte der Torjäger aber auch ausgezeichnete Mitspieler in der Offensive zur Seite.
Der talentierte Torschütze wurde erstmals am 10. Mai 1959 in die U23-Nationalmannschaft durch den DFB für das Länderspiel in Bochum gegen die Auswahl Englands berufen. Mit der Sturmreihe Ernst Kuster, Günter Herrmann, Kölbl, Heinz Höher und Dieter Backhaus erreichte die deutsche Auswahl ein 2:2-Remis. Bundestrainer Sepp Herberger hatte aber bereits 1957 und 1958 in internen Testspielen von A- gegen B-Auswahlmannschaften in Hannover, Düsseldorf und Essen die junge Angriffshoffnung der Löwen zum Einsatz gebracht. Im Oktober und November 1959 setzte er Kölbl dann auch in zwei Länderspielen der B-Nationalmannschaft gegen die Auswahlen der Schweiz und Ungarn ein. Auch in der Süddeutschen Auswahl stürmte der Angreifer von 1860 München. Er führte als Mittelstürmer den Süden am 19. März 1960 in Frankfurt beim Vergleich gegen die Westauswahl an.
1960 wurde Kölbl von den Stuttgarter Kickers angeworben. Diese versprachen ihm neben der Gage auch eine Tankstelle als „Handgeld“. Diese Vorgehensweise widersprach dem damals gültigen Vertragsspielerstatut des Deutschen Fußball-Bundes, der auch in anderen, ähnlich gelagerten Fällen Spieler ohne Freigabe nicht wechseln ließ. Adalbert Wetzel, damaliger Boss des TSV 1860 München, beschwerte sich in diesem Fall erfolgreich beim DFB und erwirkte so eine Sperre für ein Jahr. Kölbl musste diese Sperre absitzen, spielte aber dann doch nicht für die Stuttgarter Kickers. Vertreter des AC Padua hatten sich bei den Stuttgarter Kickers gemeldet und Kölbl für eine Ablöse von 150.000 D-Mark gekauft. Somit wurde Rudolf Kölbl einer der ersten deutschen Fußballprofis, die aus der heimischen Liga nach Italien wechselten.

### 1961–1970: Italien, USA, wieder 1860 München
Ab 1961/62 spielte er für den Erstligisten Calcio Padova, für den er in der ersten Saison in 24 Spielen acht Treffer erzielte. Nachdem der Verein nach dieser Saison als Drittletzter abgestiegen war, spielte er für die Venetier zwei Spielzeiten in der Serie B, die mit dem achten und vierten Rang abgeschlossen wurden. In 69 Partien erzielte Kölbl dabei 27 Tore. Des Weiteren erreichte er mit seinem Verein das Finale im Wettbewerb um den International Football Cup. Den Rappan-Pokal gewann am 3. April 1963 Slovnaft Bratislava durch den in der siebten Minute verwandelten Strafstoß von Adolf Scherer.
Zur Saison 1964/65 kehrte er zurück in die Serie A zum CFC Genua. In 16 Spielen erzielte er fünf Treffer, aber auch Genua stieg als Drittletzter von 18 Vereinen ab. Verschiedene Vereine der Serie A bemühten sich um Rudolf Kölbl, doch der Verein ließ Kölbl nicht ziehen. In der darauffolgenden Saison erzielte er in der Serie B in 23 Spielen weitere zwei Tore für die Hafenstädter. Nachdem die Genuesen als Fünfter am Wiederaufstieg gescheitert waren, wollte Kölbl den Verein wechseln, doch die geforderte Ablösesumme von 130.000 DM schreckte Interessenten ab.
Nach einem halben Jahr Untätigkeit wechselte er im Januar 1967 zusammen mit einer großen Anzahl weiterer europäischer Spieler – vornehmlich Jugoslawen, aber auch die Deutschen Jupp „Joe“ Fuhrmann und Erich Hahn – in die USA zu den von Rudi Gutendorf trainierten St. Louis Stars. Diese spielten in der neugegründeten National Professional Soccer League, einer sogenannten „wilden Liga“, das heißt die NPSL war nicht mit dem Weltverband FIFA assoziiert, womit Ablöseforderungen entfielen.
In der Western Division, eine von zwei Unterteilungen der Liga, wurden die Stars Zweite hinter den Oakland Clippers, die Meister werden sollten, und verfehlten damit das Meisterschaftsfinale. Kölbl wurde in seiner ersten Saison mit 14 Toren und acht Vorlagen in 23 Spielen Dritter der Scorerliste und „most valuable player“ der Saint Louis Stars. Bei einer 1:3-Niederlage gegen die Baltimore Bays wurde er nach einer Verletzung von Torwart Branko Topalović, der Anfang der 1970er Jahre einige Zeit bei Preußen Münster das Tor hüten sollte, im späteren Verlauf der Partie auch einmal kurz in das Tor der Stars beordert.
1968 wurde die NPSL mit der der FIFA anugehörenden United Soccer Association zur North American Soccer League vereinigt, die bis in die 1980er Jahre vor allem durch Spieler wie Pelé und Beckenbauer auch international Aufsehen erregen sollte. In der ersten Saison der neuen Liga blieben die St. Louis Stars unscheinbar und wurden in der Gulf Division – eine der vier Unterteilungen der NASL – nur Dritter von vier Teilnehmern. Auch Kölbl blieb relativ unscheinbar und traf in 14 Spielen viermal und lieferte eine Vorlage. Die St. Louis Stars schnitten auch finanziell unbefriedigend ab und stellten daher auf Halbprofitum um. Für Kölbl bestand kein weiterer Bedarf.
Der 33-Jährige kehrte nach Europa zurück und fand sich im Frühjahr bei Austria Salzburg wieder. Dort kam er dann lediglich zu einem Einsatz, und zwar im Mai in einem Privatspiel gegen den ASV Salzburg. Auf der anderen Seite musste der TSV 1860 in München abspecken und teure Spieler loswerden. Mit Peter Grosser, dem Kapitän der Meisterelf war das Verhältnis zerrüttet und so kam es dann zum quasi Tausch mit Salzburg: Grosser nach Salzburg, Kölbl nach München. Viele weitere Stars der Sechziger gingen ab und die preiswerten Neuzugänge Kölbl, Horst Blankenburg, Ferdinand Keller zusammen mit den verbliebenen Altmeistern Petar Radenković, Rudolf Zeiser, Alfred Heiß und Wilfried Kohlars, sowie der jungen Stürmerhoffnung Klaus Fischer stiegen schließlich ab. Kölbl kam in 21 Bundesligaspielen zum Einsatz und konnte beim 4:1-Heimerfolg im Januar 1970 gegen den VfB Stuttgart noch einen Treffer bejubeln. Mit 34 Jahren beendete er im Sommer 1970 seine Laufbahn als professioneller Fußballer.